# Llista de compostos inorgànics (bloc p)
|  |

| Accés a altres blocs d'elements   |
| bloc s - bloc p - bloc d - bloc f |
| Blocs de la taula periòdica       |

## Alumini, Al
Antimonur d'alumini, AlSb - 
Arsenur d'alumini, AlAs - 
Borur d'alumini, AlB₂ - 
Bromur d'alumini, AlBr₃ -
Carbur d'alumini, Al₄C₃ - 
Clorat d'alumini, Al(ClO₃)₃ - 

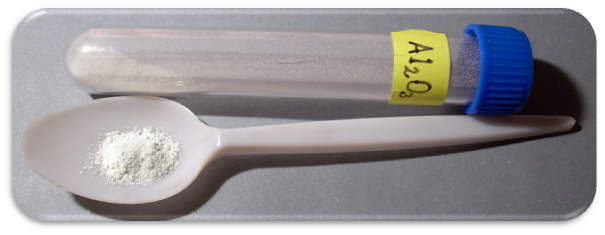
Òxid d'alumini

Clorhidrat d'alumini, AlnCl(3n-m)(OH)m - 
Clorur d'alumini, AlCl₃ - 
Fluorur d'alumini, AlF₃ - 
Fosfur d'alumini, AlP₃ - 
Arsenur d'alumini-gal·li, AlGaAs₂ - 
Nitrur d'alumini-gal·li, AlGaN₂ - 
Hidròxid d'alumini, Al(OH)₃ - 
Hidrur d'alumini, AlH₃ - 
Hidrur d'alumini i liti, LiAlH₄ - 
Hipofosfit d'alumini, Al(H₂PO₂)₃ - 
Iodur d'alumini, AlI₃ - 
Matafosfat d'alumini, Al(PO₃)₃ - 
Nitrat d'alumini, Al(NO₃)₃ - 
Nitrur d'alumini, AlN - 
Òxid d'alumini, Al₂O₃ - 
Perclorat d'alumini, Al(ClO₄)₃ - 
Selenur d'alumini, Al₂Se₃ - 
Silicat d'alumini, Al₂SiO₅ - 
Sulfat d'alumini, Al₂(SO₄)₃ - 
Sulfur d'alumini, Al₂S₃ - 
Tel·lurur d'alumini, Al₂Te₃ - 
Tiocianat d'alumini, Al(CNS)₃ -

## Antimoni, Sb
Arsenur d'antimoni(III), SbAs (= Estibarseni) - 
Bromur d'antimoni(III), SbBr₃ - 
Estibà, SbH₃ - 
Fluorur d'antimoni(III), SbF₃ - 
Fluorur d'antimoni(V), SbF₅ - 
Clorur d'antimoni(III), SbCl₃ - 
Clorur d'antimoni(V), SbCl₅ - 
Iodur d'antimoni(III), SbI₃ - 
Òxid d'antimoni(III), Sb₂O₃ - 
Òxid d'antimoni(V), Sb₂O₅ - 
Oxiclorur d'antimoni(III), SbOCl - 
Selenur d'antimoni(III), Sb₂Se₃ - 
Sulfat d'antimoni(III), Sb₂(SO₄)₃ - 
Sulfur d'antimoni(III), Sb₂(SO₄)₃ - 
Sulfur d'antimoni(V), Sb₂S₅ - 
Tel·lurur d'antimoni(III), Sb₂Te₃ - 
Tetraòxid de diantimoni, Sb₂O₄ (= Cervantita)

## Argó, Ar
No té compostos.

## Arsènic, As
Bromur d'arsènic(III), AsBr₃ - 
Clorur d'arsènic(III), AsCl₃ - 
Clorur d'arsènic(V), AsCl₅ - 
Fluorur d'arsènic(III), AsF₃ - 
Fluorur d'arsènic(V), AsF₅ - 
Iodur d'arsènic(III), AsI₅ - 
Hidrur d'arsènic(III), AsH₃ - 
Òxid d'arsènic(III), As₂O₃ - 
Òxid d'arsènic(V), As₂O₅ - 
Selenur d'arsènic(III), As₂Se₃ - 
Selenur d'arsènic(V), As₂Se₅ - 
Sulfur d'arsènic(III), As₂S₃ - 
Sulfur d'arsènic(V), As₂S₅ -
Tel·lurur d'arsènic(III), As₂Te₃

## Àstat, At
No té compostos.

## Bismut, Bi

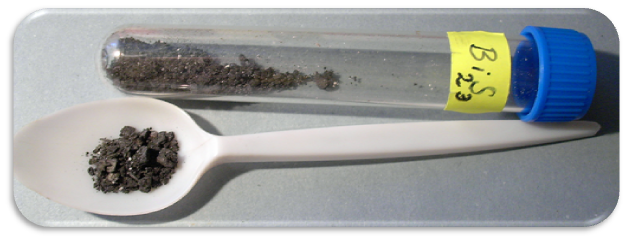
Sulfur de bismut

Acetat de bismut, Bi(OCOCH₃)₃ - 
Bromur de bismut, BiBr₃ - 
Clorur de bismut, BiCl₃ - 
Fosfat de bismut, BiPO₄ - 
Hidròxid de bismut, Bi(OH)₃ - 
Hidrur de bismut, BiH₃ - 
Iodur de bismut, BiI₃ - 
Molibdat de bismut, Bi₂(MoO₄)₃ - 
Nitrat de bismut, Bi(NO₃)₃ - 
Pentafluorur de bismut, BiF₅ - 
Selenur de bismut, Bi₂Se₃ - 
Silicat de bismut, Bi₂(SiO₃)₃ - 
Sulfat de bismut, Bi₂(SO₄)₃ -
Sulfur de bismut, Bi₂S₃ - 
Tel·lurur de bismut, Bi₂Te₃ - 
Tetraòxid de dibismut, Bi₂O₄ - 
Titanat de bismut, Bi₄(TiO₄)₃ -
Trifluorur de bismut, BiF₃ - 
Triòxid de dibismut, Bi₂O₃

## Bor, B
Arsenur de bor, BAs - 
Bromur de bor, BBr₃ - 
Carborà, H₂C₂B10H10 - 
Carbur de bor, B₄C - 
Clorur de bor, BCl₃ - 
Decaborà, B10H14 - 
Diborà, B₂H₆ - 
Fluorur de bor, BF₃ - 
Fosfur de bor, BP - 
Iodur de bor, BI₃ - 
Nitrur de bor, BN - 
Monòxid d'hexabor, B₆O - 
Òxid de bor, B₂O₃ - 
Sulfur de bor, B₂S₃ -

## Brom, Br
Azida de brom, BrN₃ - 
Monoclorur de brom, BrCl - 
Monofluorur de brom, BrF - 
Pentafluorur de brom, BrF₅ - 
Trifluorur de brom, BrF₃

## Carboni, C
Bromur de carbonil, COBr₂ - 
Carborà, H₂C₂B10H10
Cianogen, C₂N₂ - 
Clorur de carbonil, COCl₂ - 
Diòxid de carboni, CO₂ - 
Diòxid de tricarboni, C₃O₂ - 
Disulfur de carboni, CS₂ - 
Diselenur de carboni, CSe₂ - 
Disulfur de carboni, CS₂ - 
Fluorur de carbonil, COF₂ - 
Fluorur de ful·lerè, C60F60 - 
Monòxid de carboni, CO - 
Sulfur de carbonil, COS - 
Tetrabromur de carboni, CBr₄ - 
Tetraclorur de carboni, CCl₄ - 
Tetrafluorur de carboni, CF₄ -
Tetraiodur de carboni CI₄

## Clor, Cl
Monofluorur de clor, ClF - 
Trifluorur de clor, ClF₃ - 
Pentafluorur de clor, ClF₅

## Criptó, Kr
Difluorur de criptó, KrF₂

## Estany, Sn
Acetat d'estany(II), Sn(C₂H₃O₂)₂ - 
Bromur d'estany(II), SnBr₂ - 
Bromur d'estany(IV), SnBr₄ - 
Clorur d'estany(II), SnCl₂ - 
Clorur d'estany(IV), SnCl₄ -
Cromat d'estany(IV), Sn(CrO₄)₂ - 
Estannat, SnH₄ -
Fluorur d'estany(II), SnF₂ -
Fluorur d'estany(IV), SnF₄ - 
Hexafluorozirconat d'estany(II), SnZrF₆ - 
Hidròxid d'estany(II), Sn(OH)₂ - 
Iodur d'estany(II), SnI₂ - 
Iodur d'estany(IV), SnI₄ - 
Oxalat d'estany(II), SnC₂O₄ - 
Òxid d'estany(II), SnO -
Òxid d'estany(IV), SnO₂ -
Pirofosfat d'estany(II), Sn₂P₂O₇ - 
Selenur d'estany(II), SnSe -
Selenur d'estany(IV), Sn(SeO₃)₂ - 
Selenur d'estany(IV), SnSe₂ -
Sulfat d'estany(II), SnSO₄ -
Sulfur d'estany(II), SnS -
Sulfur d'estany(IV), SnS₂

## Fòsfor, P
Clorur difluorur de fòsfor(III), PClF₂ - 
Diclorur fluorur de fòsfor(III), PCl₂F - 
Difosfà P₂H₄, - 
Fosfà, PH₃ - 
Oxibromur de fòsfor(V), POBr₅ -
Oxiclorur de fòsfor(V), POCl₅ -
Oxifluorur de fòsfor(V), POF₅ -
Pentabromur de fòsfor, PBr₅ - 
Pentaclorur de fòsfor, PCl₅ - 
Pentafluorur de fòsfor, PF₅ - 
Pentanitrur de trifòsfor, P₃N₅ - 
Pentaòxid de difòsfor, P₂O₅ -
Pentaòxid de difòsfor, P₂O₅ - 
Pentaselenur de difòsfor, P₂Se₅ - 
Pentasulfur de difòsfor), P₂S₅ - 
Sulfur triclorur de fòsfor(V), PSCl₃ -
Sulfur trifluorur de fòsfor(V), POF₃ -
Tribromur de fòsfor, PBr₃ - 
Triclorur de fòsfor, PCl₃ - 
Trifluorur de fòsfor, PF₃ - 
Triiodur de fòsfor, PI₃ - 
Triòxid de difòsfor, P₂O₃ - 
Triselenur de difòsfor, P₂Se₃ - 
Trisulfur de difòsfor, P₂S₃

## Gal·li, Ga
Antimonur de gal·li(III), GaSb - 
Arsenur de gal·li(III), GaAs - 
Arsenur d'alumini-gal·li, AlGaAs₂ -
Bromur de gal·li(III), GaBr₃ - 
Clorur de gal·li(II), GaCl₂ - 
Clorur de gal·li(III), GaCl₃ - 
Fluorur de gal·li(III), GaF₃ - 
Hidròxid de gal·li(III), Ga(OH)₃ - 
Hidrur de gal·li(III), GaH₃ - 
Iodur de gal·li(III), GaI₃ - 
Nitrat de gal·li(III), Ga(NO₃)₃ - 
Nitrur de gal·li(III), GaN - 
Òxid de gal·li(III), Ga₂O₃ - 
Fosfur de gal·li(III), GaP - 
Selenur de gal·li(II), GaSe - 
Selenur de gal·li(III), Ga₂Se₃ - 
Sulfat de gal·li(III), Ga₂(SO₄)₃ - 
Sulfur de gal·li(II), GaS - 
Sulfur de gal·li(III), Ga₂S₃ - 
Tel·lurur de gal·li(II), GaTe - 
Tel·lurur de gal·li(III), Ga₂Te₃

## Germani, Ge
Bromogermà, GeH₃Br - 
Bromur de germani(II), GeCl₂ - 
Bromur de germani(IV), GeCl₄ - 
Clorogermà, GeH₃Cl - 
Clorotrifluorogermà, GeF₃Br - 
Clorur de germani(II), GeCl₂ - 
Clorur de germani(IV), GeCl₄ - 
Dibromogermà, GeH₂Br₂ - 
Diclorogermà, GeH₂Cl₂ - 
Diclorodifluorogermà, GeF₂Cl₂ - 
Digermà, Ge₂H₆ - 
Fluorogermà, GeH₃Br - 
Fluorur de germani(II), GeF₂ - 
Fluorur de germani(IV), GeF₄ - 
Germà, GeH₄ - 
Iodogermà, GeH₃I - 
Iodur de germani(II), GeI₂ - 
Iodur de germani(IV), GeI₄ - 
Nitrur de germani(IV), Ge3N₄ - 
Òxid de germani(II), GeO - 
Òxid de germani(IV), GeO₂ - 
Selenur de germani(IV), GeSe₂ - 
Sulfur de germani(II), GeS - 
Sulfur de germani(IV), GeS - 
Selenur de germani(II), GeSe₂ - 
Tel·lurur de germani(II), GeTe - 
Tribromogermà, GeH Br₃ - 
Triclorogermà, GeH Cl₃ - 
Triclorofluorogermà, GeCl₃F - 
Trigermà, Ge₃H₈

## Indi, In
Acetat d'indi(III), In(OAc)₃ - 
Antimonur d'indi, InSb - 
Arsenur d'indi, InAs - 
Bromur d'indi(I), InBr - 
Bromur d'indi(II), InBr₂ - 
Bromur d'indi(III), InBr₃ - 
Clorur d'indi(I), InCl - 
Clorur d'indi(II), InCl₂ - 
Clorur d'indi(III), InCl₃ - 
Fluorur d'indi(III), InF₃ - 
Fosfat d'indi(III), InPO₄ -
Iodur d'indi(I), InI - 
Iodur d'indi(III), InI₃ - 
Hidròxid d'indi(III), In(OH)₃ - 
Nitrat d'indi(III), In(NO₃)₃ - 
Nitrur d'indi, InN - 
Òxid d'indi(I), In₂O - 
Òxid d'indi(III), In₂O₃ - 
Perclorat d'indi(III), In(ClO₄)₃ -
Fosfur d'indi(I), InP - 
Selenur d'indi(III), In₂Se₃ - 
Sulfat d'indi(III), In₂(SO₄)₃ - 
Sulfur d'indi(II), InS - 
Sulfur d'indi(III), In₂S₃

## Iode, I
Bromur de iode, IBr - 
Clorur de iode, ICl - 
Fluorur de iode, IF - 
Heptafluorur de iode, IF₇ - 
Pentafluorur de iode, IF₅ - 
Triclorur de iode, ICl₃ - 
Trifluorur de iode, IF₃

## Nitrogen, N
Acetat d'amoni, NH₄C₂H₃O₂ - 
Azida d'amoni, NH₄N₃ - 
Borat d'amoni, (NH₄)₂B₄O₇ - 
Bromur d'amoni, NH₄Br - 
Carbamat d'amoni, NH₂COONH₄ - 
Carbonat d'amoni, (NH₄)₂CO₃ - 
Cianur d'amoni, NH₄CN - 
Clorat d'amoni, NH₄ClO₃ - 

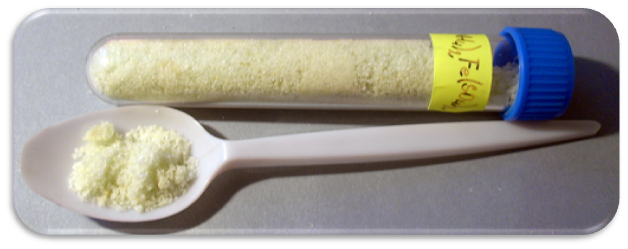
(NH4)2Fe(SO4)2

Clorur d'amoni i níquel(II), NH₄NiCl₃ - 
Clorur d'amoni, NH₄Cl - 
Cromat d'amoni i ferro(III), NH₄Fe₂(CrO₄)₂ - 
Cromat d'amoni, (NH₄)₂CrO₄ - 
Dicromat d'amoni, (NH₄)₂Cr₂O₇ - 
Dihidrogenarsenat d'amoni, NH₄H₂AsO₄ - 
Dihidrogenfosfat d'amoni, NH₄H₂PO₄ - 
Ditiocarbamat d'amoni, NH₄NH₂CSS - 
Ferricianur d'amoni, (NH₄)₃Fe(CN)₆ -
Ferrocianur d'amoni, (NH₄)₄Fe(CN)₆ -
Florur d'amoni, NH₄F - 
Fluoroborat d'amoni, NH₄BF₄F - 
Fosfat d'amoni i cobalt(II), NH₄CoPO₄ - 
Hexacloroiridat(IV) d'amoni, (NH₄)₂IrCl₆ - 
Hexacloroosmiat(IV) d'amoni, (NH₄)₂OsCl₆ -
Hexacloropal·ladat(IV) d'amoni, (NH₄)₂PdCl₆ -
Hexacloroplatinat(IV) d'amoni, (NH₄)₂PtCl₆ - 
Hexafluoroaluminat d'amoni, (NH₄)₃AlF₆ -
Hexafluorofosfat d'amoni, NH₄PF₆ -
Hexafluorogal·lat d'amoni, (NH₄)₃GaF₆ - 
Hexafluorogermanat d'amoni, (NH₄)₃GeF₆ -
Hexafluorosilicat d'amoni, (NH₄)₂SiF₆ - 
Hidrogenarsenat d'amoni, (NH₄)HAsO₄ - 
Hidrogenborat d'amoni, NH₄HB₄O₇ - 
Hidrogencarbonat d'amoni, NH₄HCO₃ - 
Hidrogenfluorur d'amoni, NH₄HF₂ - 
Hidrogenfosfat d'amoni, (NH₄)₂HPO₄ - 
Hidrogenfosfit d'amoni, (NH₄)₂HPO₃ - 
Hidrogensulfat d'amoni, NH₄HSO₄ - 
Hidrogensulfit d'amoni, NH₄HSO₃ - 
Hidrogensulfur d'amoni, NH₄HS - 
Hidròxid d'amoni, NH₄OH - 
Hipofosfit d'amoni, NH₄H₂PO₂ - 
Iodat d'amoni, NH₄IO₃ - 
Iodur d'amoni, NH₄I - 
Metatungstat d'amoni, (NH₄)₆W₇O24 - 
Metavanadat d'amoni, NH₄VO₃ - 
Molibdat(IV) d'amoni, (NH₄)₆Mo₇O24 - 
Nitrat d'amoni i ceri(IV), (NH₄)₂Ce(NO₃)₆ - 
Nitrat d'amoni, NH₄NO₃ - 
Nitroferricianur d'amoni, (NH₄)₂Fe(CN)₅NO - 
Oxalat d'amoni i ferro(III), (NH₄)₃Fe(C₂O₄)₃ - 
Oxalat d'amoni, (NH₄)₂C₂O₄ - 
Pentaclorocincat d'amoni, (NH₄)₃ZnCl₅ - 
Perclorat d'amoni, NH₄ClO₄ - 
Permanganat d'amoni, NH₄MnO₄ - 
Peroxidisulfat d'amoni, (NH₄)₂S₂O₈ - 
Perrenat d'amoni, NH₄ReO₄ - 
Selenat d'amoni, (NH₄)₂SeO₄ - 
Selenit d'amoni, (NH₄)₂SeO₃ - 
Sulfamat d'amoni, NH₄NH₂SO₃ - 
Sulfat d'amoni i ceri(IV), (NH₄)₂Ce(SO₄)₃ - 
Sulfat d'amoni i cobalt(II), (NH₄)₂Co(SO₄)₂ - 
Sulfat d'amoni i crom(III), NH₄Cr(SO₄)₂ - 
Sulfat d'amoni i ferro(II), (NH₄)₂Fe(SO₄)₂ - 
Sulfat d'amoni i ferro(III), NH₄Fe(SO₄)₂ - 
Sulfat d'amoni i níquel(II), (NH₄)₂Ni(SO₄)₂ - 
Sulfat d'amoni, (NH₄)₂SO₄ - 
Sulfit d'amoni, (NH₄)₂SO₃ - 
Sulfur d'amoni, (NH₄)₂S - 
Tel·lurat d'amoni, (NH₄)₂TeO₄ - 
Tetracloroaluminat d'amoni, NH₄AlCl₄ - 
Tetraclorocincat d'amoni, (NH₄)₂ZnCl₄ - 
Tetracloroplatinat (II) d'amoni, (NH₄)₂PtCl₄ - 

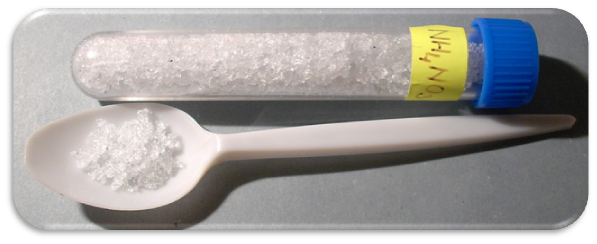
Nitrat d'amoni

Tetratiotungstat d'amoni, (NH₄)₂WS₄ - 
Tiocianat d'amoni, NH₄SCN - 
Tiocianat d'amoni, NH₄SCN - 
Tiosulfat d'amoni, (NH₄)₂S₂O₃ - 
Uranat (IV) d'amoni, (NH₄)₂U₂O₇
Bromur de nitrosil, NOBr - 
Clorur de nitril, NO₂Cl - 
Clorur de nitrosil, NOCl - 
Difluoroamina, NHF₂ - 
Difluorodiazina, N₂F₂ - 
Diòxid de nitrogen, NO₂ - 
Fluorur de nitril, NO₂F - 
Fluorur de nitrosil, NOF - 
Hidrazina, N₂H₄ - 
Monòxid de dinitrogen, N₂O - 
Pentaòxid de dinitrogen, N₂O₅ - 
Selenur de nitrogen, N₄Se₄ - 
Tetraòxid de dinitrogen, N₂O₄ - 
Tribromur de nitrogen, NBr₃ - 
Triclorur de nitrogen, NCl₃ - 
Trifluorur de nitrogen, NF₃ - 
Triiodur de nitrogen, NI₃ - 
Trinòxid de dinitrogen, N₃O₂

## Neó, Ne
No hi ha compostos.

## Plom, Pb
Acetat de plom(II), Pb(C₂H₃O₂)₂ - 
Acetat de plom(IV), Pb(C₂H₃O₂)₄ - 

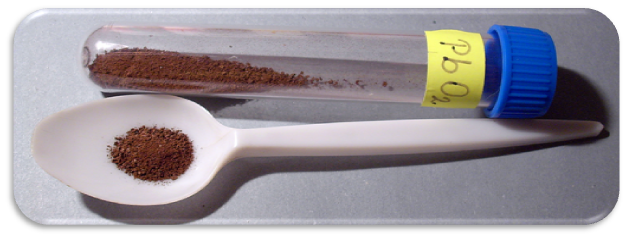
Òxid de plom IV

Antimoniat de plom(II), Pb₃(SbO₄)₂ - 
Arsenat de plom(II), Pb₃(AsO₄)₂ - 
Arsenit de plom(II), Pb(SbO₂)₂ - 
Azida de plom(II), Pb(N₃)₂ - 
Borat de plom(II), Pb(BO₂)₂ - 
Bromat de plom(II), Pb₃(BrO₃)₂ - 
Bromur de plom(II), PbBr₂ - 
Bromur de plom(IV), PbBr₄ - 
Carbonat bàsic de plom(II), Pb(OH)₂·2PbCO₃ - 
Carbonat de plom(II), PbCO₃ - 
Cianur de plom(II), Pb(CN)₂ - 
Clorat de plom(II), Pb(ClO₃)₂ - 
Clorur de plom(II), PbCl₂ - 
Clorur de plom(IV), PbCl₄ -
Clorur fluorur de plom(II), PbClF - 
Cromat de plom(II), PbCrO₄ - 
Fluoroborat de plom(II), Pb(BF₄)₂ - 
Fluorur de plom(II), PbF₂ -
Fluorur de plom(IV), PbF₄ - 
Fosfat de plom(II), Pb₃(PO₄)₂ - 
Hexafluorosilicat de plom(II), PbSiF₆ - 
Hidrogenarsenat de plom(II), PbHAsO₄ - 
Hidrogenfosfat de plom(II), PbHPO₄ - 
Hidròxid de plom(II), Pb(OH)₂ - 
Hipofosfit de plom(II), Pb(H₂PO₂)₂ - 
Iodat de plom(II), Pb(IO₃)₂ - 
Iodur de plom(II), PbI₂ - 
Metasilicat de plom(II), PbSiO₃ - 
Metavanadat de plom(II), Pb(VO₃)₂ -
Molibdat de plom(II), PbMoO₄ - 
Niobat de plom(II), Pb(NbO₃)₂ - 
Nitrat de plom(II), Pb(NO₃)₂ -
Ortosilicat de plom(II), Pb₂SiO₄ - 
Oxalat de plom(II), PbC₂O₄ - 
Òxid de plom(II, II, IV), Pb₃O₄ -
Òxid de plom(II, IV), Pb₂O₃ -
Òxid de plom(II), PbO -
Òxid de plom(IV), PbO₂ -
Perclorat de plom(II), Pb(ClO₄)₂ - 
Selenat de plom(II), PbSeO₄ - 
Selenit de plom(II), PbSeO₃ - 
Selenur de plom(II), PbSe -
Sulfat de plom(II), PbSO₄ -
Sulfit de plom(II), PbSO₃ - 
Sulfur de plom(II), PbS -
Tantalat de plom(II), PbTa₂O₆ - 
Tel·lurur de plom(II), PbTe -
Tiocianat de plom(II), Pb(SCN)₂ - 
Tiosulfat de plom(II) i sodi, Na₄Pb(S₂O₃)₃ - 
Tiosulfat de plom(II), PbS₂O₃ - 
Titanat de plom(II), PbTiO₃ -
Tungstat de plom(II), PbWO₄ -
Zirconat de plom(II), PbZrO₃

## Oxigen, O
Diòxid de brom, BrO₂ - 
Monòxid de brom, Br₂O - 
Diòxid de clor, ClO₂ - 
Heptaòxid de diclor, Cl₂O₇ - 
Hexaòxid de diclor, Cl₂O₆ - 
Monòxid de diclor, Cl₂O - 
Triòxid de diclor, Cl₂O₃ - 
Nonòxid de tetraidoe, I₄O9 - 
Pentaòxid de diiode, I₂O₅ - 
Tetraòxid de diiode, I₂O₄ -

## Poloni, Po
Clorur de poloni(IV), PoCl₄ - 
Òxid de poloni(IV), PoO₂

## Radó, Rn
No hi ha compostos.

## Sofre, S
Bromur de sofre SSBr₂ - 
Bromur de tionil SOBr₂ - 
Bromur pentafluorur de sofre SF₅Br - 
Clorur de sofre SSCl₂ - 
Clorur de sulfuril SO₂Cl₂ - 
Clorur de tionil SOCl₂ - 
Clorur pentafluorur de sofre SF₅Cl - 
Decafluorur de disofre S₂F10 - 
Diclorur de sofre SCl₂ - 
Diòxid de sofre SO₂ - 
Fluorur de sofre SSF₂ - 
Fluorur de sulfuril SO₂F₂ - 
Fluorur de tionil SOF₂ - 
Hexafluorur de sofre SF₆ - 
Tetrafluorur de sofre SF₄ - 
Triòxid de sofre SO₃

## Seleni, Se
Bromur de seleni, Se₂Br₂ - 
Clorur de seleni, Se₂Cl₂ - 
Diòxid de seleni, SeO₂ - 
Dioxifluorur de seleni, SeO₂F₂ - 
Hexafluorur de seleni, SeF₆ - 
Hexasulfur de diseleni, Se₂S₆ - 
Oxibromur de seleni, SeOBr₂ - 
Oxiclorur de seleni, SeOCl₂ - 
Oxifluorur de seleni, SeOF₂ - 
Tetrabromur de seleni, SeBr₄ - 
Tetraclorur de seleni, SeCl₄ - 
Tetrafluorur de seleni, SeF₄ - 
Tetrasulfur de tetraseleni, Se₄S₄ - 
Triòxid de seleni, SeO₃

## Silici, Si
Bromosilà, SiH₃Br - 
Bromotriclorosilà, SiCl₃Br - 
Carbur de silici, SiC - 
Clorosilà, SiH₃Cl - 
Clorotrifluorosilà, SiF₃Cl - 
Dibromosilà, SiH₂Br₂ - 
Diclorodifluorosilà, SiCl₂F₂ - 
Diclorosilà, SiH₂Cl₂ - 
Difluorosilà, SiH₂F₂ - 
Diiodosilà, SiH₂I₂ - 
Diòxid de silici, SiO₂ - 
Disilà, Si₂Br₆ - 
Disiloxà, (SiH₃)₂O - 
Disulfur de silici, SiS₂ - 
Fluorosilà, SiH₃F₂ - 
Iodosilà, SiH₃I₂ - 
Monosulfur de silici, SiS - 
Monòxid de silici, SiO - 
Nitrur de silici, Si₃N₄ - 
Silà, SiH₄ - 
Tetrabromosilà, SiBr₄ - 
Tetraclorosilà, SiCl₄ - 
Tetrafluorosilà, SiF₄ - 
Tetraiodosilà, SiI₄ - 
Tetrasilà, Si₄Br10 - 
Tribromoclorosilà, SiBr₃Cl - 
Tribromosilà, SiHBr₃ - 
Triclorofluorosilà, SiCl₃F - 
Triclorosilà, SiHCl₃ - 
Trifluorosilà, SiHF₃ - 
Triiodosilà, SiHI₃ - 
Trisilà, Si₃Br₈

## Tal·li, Tl
Acetat de tal·li(I), TlOCOCH₃ - 
Bromur de tal·li(I), TlBr - 
Bromur de tal·li(III), TlBr₃ - 
Carbonat de tal·li(I), Tl₂CO₃ - 
Cianur de tal·li(I), TlCN - 
Clorat de tal·li(I), TlClO₃ - 
Clorur de tal·li(I), TlCl - 
Clorur de tal·li(III), TlCl₃ - 
Fluorur de tal·li(I), TlF - 
Fluorur de tal·li(III), TlF₃ - 
Hexafluorofosfat de tal·li(I), TlPF₆ - 
Hidròxid de tal·li(I), TlOH - 
Hidrur de tal·li(I), TlH - 
Iodur de tal·li(I), TlI - 
Molibdat de tal·li(I), Tl₂MoO₄ - 
Nitrat de tal·li(I), TlNO₃ - 
Nitrat de tal·li(III), Tl(NO₃)₃ - 
Nitrit de tal·li(I), TlNO₂ - 
Oxalat de tal·li(I), Tl₂C₂O₄ - 
Òxid de tal·li(I), Tl₂O - 
Òxid de tal·li(III), Tl₂O₃ - 
Perclorat de tal·li(I), Tl₂ClO₄ - 
Peròxid de tal·li(I), Tl₂O₂ - 
Selenat de tal·li(I), Tl₂SeO₄ - 
Selenur de tal·li(I), Tl₂Se - 
Sulfat de tal·li(I), Tl₂SO₄ - 
Sulfur de tal·li(I), Tl₂S

## Tel·luri, Te
Bromur de tel·luri TeBr₂ - 
Diclorur de tel·luri TeCl₂ - 
Diòxid de tel·luri TeO₂ -
Hexafluorur de tel·luri TeF₆ - 
Tetrabromur de tel·luri TeBr₄ - 
Tetraclorur de tel·luri TeCl₄ - 
Tetrafluorur de tel·luri TeF₄ - 
Tetraiodur de tel·luri TeI₄ - 
Triòxid de tel·luri TeO₃

## Xenó, Xe
Difluorur de xenó, XeF₂ - 
Dioxidifluorur de xenó, XeO₂F₂ - 
Fluorur hexafluoroantimoniat de xenó, XeF₃SbF₆ - 
Fluorur hexafluoroarsenat de xenó, Xe₂F₃AsF₆ - 
Fluorur hexafluororutenat de xenó, XeFRuF₆ - 
Fluorur undecafluoroantimoniat de xenó, XeFSb₂F11 - 
Hexafluorur de xenó, XeF₆ - 
Oxitretrafluorur de xenó, XeOF₄ - 
Pentafluorur hexafluoroarsenat de xenó, XeF₅AsF₆ - 
Pentafluorur hexafluororutenat de xenó, XeF₅RuF₆ - 
Tretrafluorur de xenó, XeF₄ - 
Tretraòxid de xenó, XeO₄ - 
Trifluorur undecafluoroantimoniat de xenó, XeF₃Sb₂F11 - 
Triòxid de xenó, XeO₃